# 7446 Hadrianus
7446 Hadrianus este o planetă minoră (asteroid) din centura de asteroizi. A fost descoperită pe 29 septembrie 1973 la Observatorul Palomar de Cornelis Johannes van Houten și a fost numită după Hadrian. 
Obiectul prezintă o orbită caracterizată de o semiaxă mare de 3,1202035 UAi, o excentricitate de 0,08, o înclinație de 1,77116 ° în raport cu ecliptica.